# Hun Sen
Hun Sen, kambodžsky ហ៊ុន សែន, (* 5. srpna 1952, podle jiných zdrojů 4. dubna 1951, v Peam Koh Sna) je kambodžský politik, v letech 1985 až 2023 premiér Kambodže.

## Mládí a politické začátky
Narodil se na venkově jako třetí dítě ze šesti. Jeho otec, Hun Neang, byl nejprve buddhistickým mnichem, později se angažoval v boji proti francouzské koloniální nadvládě.
Roku 1958 začal navštěvovat základní školu v rodné vesnici Peam Koh Sna, protože měl dobré studijní výsledky, tak mohl od roku 1964 pokračovat na gymnáziu Indra Dehvi v hlavním městě Phnompenhu. Od roku 1965 se začal politicky angažovat, po vlně násilí v roce 1968 opustil školu i hlavní město a uprchl do obce Memot, kde pracoval na kaučukovníkové plantáži. Zároveň se však angažoval v odborech.
V březnu 1970 vyslyšel výzvu svrženého krále Norodoma Sihanuka a vstoupil do partyzánského boje proti nově vzniklé Kambodžské republice. V roce 1972 se přidal k parašutistům a o dva roky později už velel východnímu sektoru. Svým vojákům byl údajně příkladem, vždy v první linii, pětkrát byl zraněn a v dubnu 1975 dokonce přišel v boji o levé oko.
Za vlády Rudých Khmerů velel ve svých necelých 25 letech východnímu pluku, nicméně neexistují svědectví, že by se dopouštěl masakrů.
Když v roce 1977 docházelo k častým vnitřním čistkám v kambodžské armádě, Hun Sen raději uprchl do Vietnamu. Nejprve se několik měsíců skrýval v džungli, pak byl několik měsíců vězněn Vietnamci a nakonec se přidal k nově se formujícím jednotkám, které měly odstranit genocidní režim Rudých Khmerů. 30. prosince 1978 překročil, spolu se 110 000 vietnamskými vojáky kambodžskou hranici a byl vietnamskou armádou ustanoven jako ministr zahraničních věcí.
Roku 1981 se stal poslancem a vicepremiérem.

## Premiér
Roku 1985 se stal ve svých 33 letech premiérem. Stal se spolupracovníkem komunistických vietnamských okupačních sil a pomohl jim s konečnou likvidací odboje Rudých Khmerů. Po pádu východního bloku se stylizoval do role vlasteneckého bojovníka za kambodžskou nezávislost a kapitalistického reformátora, který vyjednával o odchodu vietnamských okupačních vojsk. Roku 1991 spolu s králem podepsal mírové dohody v Paříži.
Roku 1993 proběhly relativně svobodné volby pod záštitou OSN. Zvítězila strana FUNCINPEC prince Norodoma Ranariddha s 58 mandáty. Hun Senova lidová strana získala 51 křesel. Vzhledem k tomu, že ani jedna strana neměla ve 120členném parlamentu většinu, došlo po vleklých a neúspěšných jednáních k ustanovení křehké spoluvlády dvou premiérů. Ta vyústila roku 1997 v autopřevrat, při kterém Hun Senovy jednotky pozabíjely stovky princových stoupenců a donutily Rinariddha uprchnout ze země. Od té doby už v Kambodži žádné svobodné volby neproběhly. V nesvobodných a zfalšovaných volbách opakujících se každých pět let opakovaně zvítězil. Roku 2017 zlikvidoval největší opoziční stranu, když nechal obvinit stovky jejích příslušníků z vlastizrady, desítky pozavíral do vězení a zbytek donutil uprchnout ze země.
Jeho vláda byla spojována s masivním porušováním lidských práv a korupcí. Hun Senovi se povedlo do země přilákat zahraniční investory v oblasti primárního sektoru hospodářství, kterým jsou zemědělství a těžba, kterým vyhovuje kleptokratický způsob vládnutí. Jejich investice vyvedly zemi z nejhorší chudoby vlády Rudých Khmérů. Země však nadále zůstává nejchudší v regionu a korupce, politicky nestabilní prostředí a zhoršení public relations kvůli spolupráci s Hun Senovým režimem jsou hlavní důvody, proč se zemi vyhýbají investoři v pokročilejších sektorech hospodářství.
Pod Hun Senovou vládou docházelo k masivnímu porušování bezpečnosti práce, záměrně zastaveným vyšetřováním úmrtí v důsledku špatných pracovních podmínek, státem tolerovanému otroctví, vyvlastňování majetku chudých rolníků a nuceným deportacím celých venkovských komunit ve prospěch nadnárodních společností. Tato rozhodnutí byla spojena úplatkářskými praktikami a sám Hun Sen v premiérské pozici z neznámých zdrojů získal majetek v řádu stovek milionů amerických dolarů. Ozbrojené složky byly dle neziskových organizací zodpovědné za tisíce mimosoudních vražd opozičních politiků, novinářů, právníků, obhájců lidských práv, náboženských představitelů a dalších vůdců tradičních vesnických komunit. Uvězněny byly až desítky tisíc politických vězňů.
Hun Senova vláda byla dále spojována s masivní deforestací. Kambodža se tak stala třetí nejrychleji odlesňovaná země světa a jen mezi lety 2000–2005 zmizelo 30 % zdejších lesů.
V roce 2023 po více než 38 letech ve funkci skončil a nahradil jej nejstarší syn Hun Manet.

## Vyznamenání
- Řád José Martího – Kuba[4]